# Edith Isakiewicz
Margarete Edith Maria Isakiewicz, kurz Edith Isakiewicz, (* 22. Oktober 1907 in Wien, Österreich-Ungarn; † unbekannt) war eine österreichisch-britische Sportlerin.

## Leben
Edith Isakiewicz wurde am 22. Oktober 1907 in Wien geboren. Sie galt als vielseitig begabt und trat in verschiedenen Sportarten in Erscheinung. So war sie als Skifahrerin und im Brustschwimmen aktiv. Hauptsächlich trat sie allerdings im Automobilsport in Erscheinung und fuhr diverse Preise in Wertungsfahrten ein. Zudem gewann sie im Jahre 1928 das Goldene Band des Österreichischen Automobil-Clubs und im Jahre 1930 den 1. Damenpreis in der österreichischen Alpenfahrt. Nach dem Anschluss Österreichs wurde die Familie enteignet und musste die Flucht ins Ausland antreten, wobei sich Edith Isakiewicz in London niederließ. Mit ihr floh unter anderem ihr Vater Emil Isakiewicz (* 17. Februar 1871; † unbekannt). Über ihr weiteres Leben ist kaum etwas überliefert; in einer Zeitungsausgabe der London Gazette vom 12. November 1948, in der ihre Einbürgerung vom 5. Oktober 1948 bekanntgegeben wurde, wird sie als Geschäftsführerin aus Radnor Mews, London W2, angeführt.